# Дарьенский пробел
Дарьенский пробел (исп. Tapón del Darién) — крупный участок неосвоенной территории на границе Центральной и Южной Америки. Занимает часть Панамы (провинция Дарьен) и Колумбии (департамент Чоко), имеет размеры около 160 × 50 км. Территория покрыта сельвой и болотами, в которых постройка дорог крайне затруднительна, из-за чего Дарьенский пробел является единственным разрывом Панамериканского шоссе.

## География
С географической точки зрения Дарьенский пробел состоит из двух районов. В южной части расположена дельта реки Атрато, которая создаёт болотистые марши шириной 80 км, а северная область представляет собой поросшие влажным тропическим лесом горы Серрания-дель-Дарьен, высота которых доходит до 1875 м (гора Такаркуна), и Серрания-дель-Пирре.

## Панамериканское шоссе
Расстояние между двумя частями Панамериканского шоссе составляет 87 км. С панамской стороны шоссе оканчивается в городе Явиса, с колумбийской — в Турбо. Между ними расположены национальные парки Дарьен и Лос-Катиос, которые внесены в список Всемирного наследия ЮНЕСКО.
Соединить две части шоссе пытаются на протяжении уже нескольких десятилетий. Изначальное планирование в 1971 году было проспонсировано США, но в 1974 году было прекращено из-за протестов экологов. Ещё одна попытка была предпринята в 1992 году, но в 1994 году комиссия ООН установила, что проект нанесёт серьёзный ущерб экологии региона.
Местное население — индейские народы куна и чоко (эмбера-воунаан) — также высказали опасение за самобытность своей культуры в случае строительства дороги. Кроме того, официальные лица не хотят допустить увеличения наркотрафика из Колумбии и нелегальных мигрантов из Венесуэлы.
Одна из предложенных альтернатив шоссе на данном участке — короткая паромная линия из города Турбо в заливе Ураба в новый панамский порт на берегу Атлантического океана, что позволило бы сократить протяжённость морских перевозок (длина нынешнего пути перевозки автомобилей через Тихий океан по маршруту «Панама — Буэнавентура» составляет 660 км).

## Туризм
Дарьенский пробел популярен у любителей офф-роуда и туризма — многочисленные экспедиции пересекали его на мотовездеходах, мотоциклах, велосипедах и пешком.